# Aralia spinosa
Aralia spinosa är en araliaväxtart som beskrevs av Carl von Linné. Aralia spinosa ingår i släktet Aralia och familjen Araliaceae. Inga underarter finns listade.

## Bildgalleri

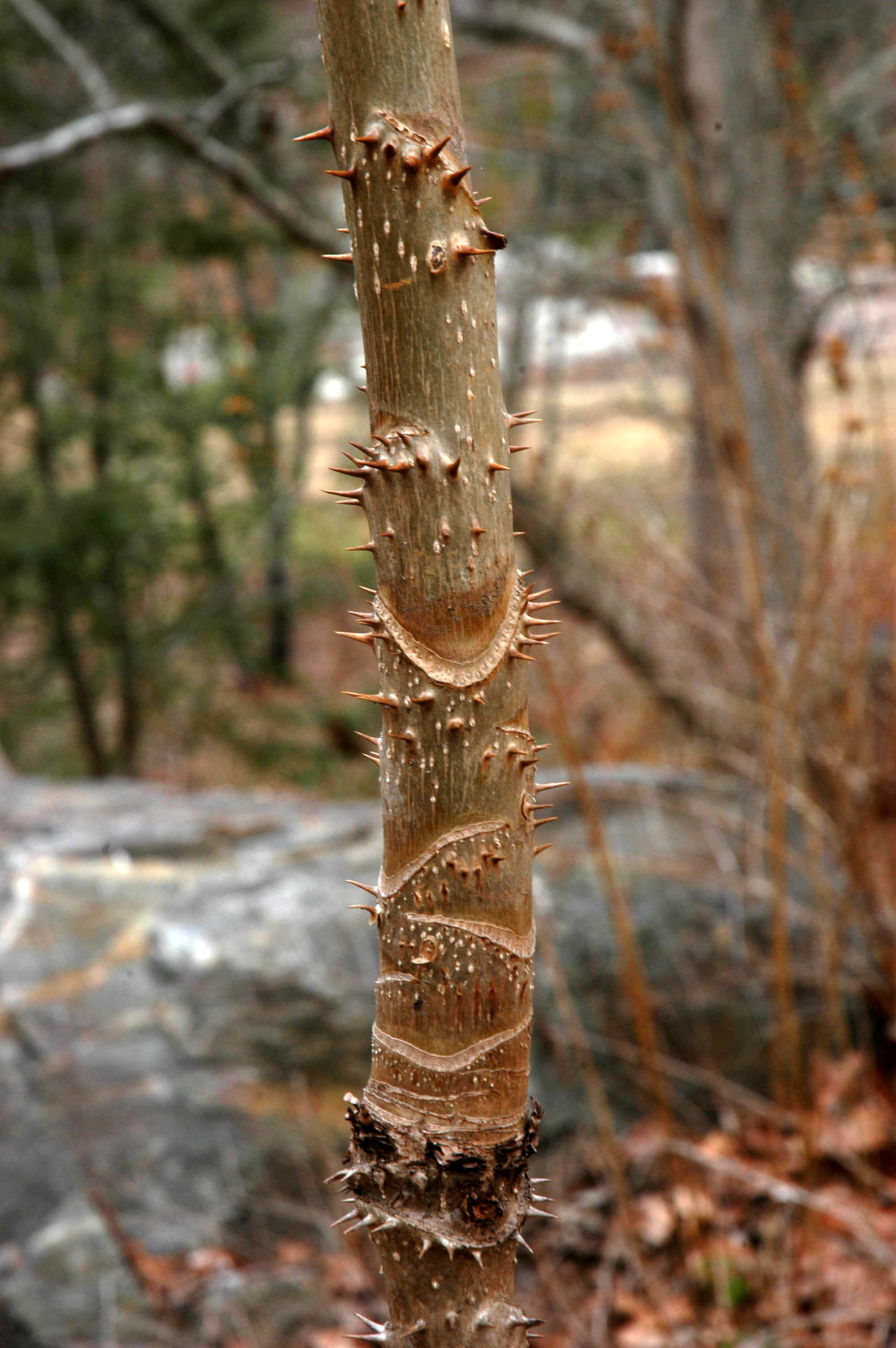